# Dish México
Dish México (formalmente MVS DTH Holdings S. de R.L. de C.V.) o simplemente Dish, es una empresa de telecomunicaciones mexicana que ofrece servicios de televisión satelital, fundada el 1 de diciembre de 2008, y con sede en la Ciudad de México. Dish es propiedad de Grupo MVS Capital, operada por MVS Comunicaciones.

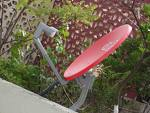
Antena Parabólica Roja de Dish México

## Historia
El sistema comenzó operaciones el 1 de diciembre de 2008 debido a un acuerdo entre la estadounidense Dish Network y la empresa de medios mexicana MVS Comunicaciones.
Dish México se convirtió en el competidor directo de Sky México, del cual Grupo Televisa es accionista mayoritario, que era el único operador de televisión directa al hogar (DTH por sus siglas) en el país desde 2004, año en el que dejó de operar DirecTV en tal país.
En un principio, MVS Comunicaciones poseía el 51% del capital del nuevo negocio, mientras que la estadounidense EchoStar Corporation poseía la parte restante de una inversión programada en 400 millones de dólares para los siguientes tres años.
En 2022, se anunció la venta de las acciones que poseía EchoStar Holding México Corporation a MVS Comunicaciones, dejando a esta última como la total accionaria de la empresa.
Además, a través de un oficio del Instituto Federal de Telecomunicaciones se notificó que fue realizado el cambio de razón social, pasando de Dish México Holdings a MVS DTH Holdings S. de R.L. de C.V. 

## Servicios
El 17 de diciembre de 2010 comenzó a ofrecer su servicio de alta definición en la Ciudad de México.
El 2 de enero de 2017, comenzó a ofrecer telefonía móvil a través del OMV FreedomPop.
El 3 de septiembre de 2018 comenzó a ofrecer su servicio de internet inalámbrico en Ciudad de México, Estado de México, Guadalajara y Monterrey.

### Dish ON
El 1 de enero de 2018 Dish comienza a ofrecer el servicio tipo Internet en Casa o 4G, este modelo de servicio inalámbrico utiliza la red compartida que existe actualmente en México.

## Conflictos

### Televisión por suscripción
El 7 de enero de 2008, Sky, Izzi, Megacable, Telecable, Cablemás y Cablecom eliminaron los canales producidos por MVS de su programación (52MX, Cinelatino, ZAZ, MC y Multipremier), luego de conocerse las negociaciones entre MVS Comunicaciones y Echostar.
El 2 de marzo de 2009, Cadenatres fue retirado de Dish debido a que Grupo Imagen celebró un convenio de exclusividad con Televisa para que el canal se transmitiera solo por sistemas de televisión de paga de Televisa.
La operadora Dish ha recibido múltiples denuncias en redes sociales y ante instancias gubernamentales por acoso a sus clientes, así como procesos de cancelación poco fiables y sistemas de cobranza excesivos.
El 16 de marzo de 2015, Megacable agregó a los canales 52MX y Nu Music a su grilla de programación, mientras que Dish hace lo mismo con TVC y Videorola.

### Televisión abierta
Desde sus inicios, Dish México ha tenido conflictos con las empresas privadas de televisión abierta Televisa y TV Azteca. Estos han conllevado a varias demandas por parte de ambas empresas.
En el aviso legal Dish México, con relación a los paquetes que proporcionan televisión abierta, se menciona lo siguiente:

«Los canales de televisión abierta HD que se reciben en tu localidad, los podrás ver con el equipo Dish HD en tu televisión y con tu antena aérea, la calidad de la señal está sujeta a las condiciones de recepción de cada domicilio y a la calidad de cada televisión. La recepción de la programación de televisión abierta se hace en términos del artículo 58 de la Ley Federal de Radio y Televisión que a la letra señala: “El derecho de información de expresión y de recepción, mediante la radio y la televisión, es libre y consecuentemente no será objeto de ninguna inquisición judicial o administrativa ni delimitación alguna ni censura previa, y se ejercerá en los términos de la Constitución y de las Leyes.»
Dish México

En contraste, solo podía transmitir la señal de los canales públicos Canal 22 Conaculta, Canal Once, Canal del Congreso y Canal Judicial por estar en acceso disponible.
El 16 de junio de 2013, se lanzó una campaña publicitaria por parte de Dish, incluyendo varios spots televisivos donde menciona que entrarían a la programación 5 señales de televisión abierta de las cadenas de televisión de Televisa (Canal de las Estrellas, Canal 5 y Gala TV) y los canales de Televisión Azteca (Azteca 7 y Azteca Trece), con base a la reforma en materia de telecomunicaciones promulgada el 10 de junio de 2013, que refiere que todas las empresas de televisión satelital tienen obligación de transmitir las señales de televisión que tengan cobertura en el  50% del territorio nacional o más. La transmisión de estos canales se hizo oficial a partir del 11 de septiembre del mismo año por la ley general de telecomunicaciones que obliga a estos canales a ser transmitidos en este sistema.
No obstante, tuvo que retirar de la grilla el canal Gala TV por no tener cobertura nacional como canal independiente (ya que Gala TV opera en algunos estados como canal de Televisa Regional). Además, Dish tuvo que vetar los cuatro canales restantes en algunas ciudades del país debido a un lineamiento mismo del gobierno.
El 19 de marzo de 2014, se liberó el acuerdo por el cual Dish recibió autorización para transmitir los canales culturales restantes Canal Catorce, Ingenio Tv (canal producido por la Secretaría de Educación Pública), TV UNAM (el cual también estuvo en contrato exclusivo con Sky México) y Once.2, dada las nuevas leyes de must carry y must offer. Y en el 2015 transmite las dos señales de TV azteca (Azteca 7 HD y Azteca 13 HD) y 2 señales de Televisa (Canal 2 HD y Canal 5 HD).
Sin embargo, el Instituto Federal de Telecomunicaciones obligó a Dish a no transmitir Azteca 7 ni Azteca 13 en ciudades donde no hubiera uno de estos canales (por ejemplo, Isla Cedros en Baja California no dispone de Azteca 13; y San Felipe, Baja California no dispone Azteca 7).

### Participación de Telmex
La compañía Telmex, firmó un acuerdo de colaboración para poder realizar el cobro de los servicios a través de su recibo telefónico.
El 27 de noviembre de 2008, la Cámara Nacional de la Industria de Telecomunicaciones por Cable, presentó una queja ante la Comisión Federal de Telecomunicaciones, argumentando que Telmex no puede participar en esa alianza ya que violaría su título de concesión debido a que la condición 1.9 de su título de concesión le prohíbe expresamente la provisión de los servicios de televisión de manera directa o indirecta.
Por su parte, Telmex respondió que no incumple con su título de concesión debido a que su papel en este acuerdo es meramente comercial, pues solo se encargará de los procesos de facturación y cobranza, tal como lo hace con más de 900 empresas.
Sin embargo, el Instituto Federal de Telecomunicaciones sancionó el 13 de enero de 2015 a Telmex por haber ejecutado una operación de concentración que debió de ser notificada, por el que se impusieron multas por más de 10 millones de pesos. El Instituto volvió a sancionar a Telmex el 5 de agosto de 2017; ya que había incumplido al Tercer Párrafo en la condición 1.9 de su título de concesión; con una multa de valor de 5'383.200 pesos. A pesar de ello, Telmex aún continúa con los procesos de facturación y cobranza a través de su recibo.

### Dish-Fox Sports
Desde el 13 de abril de 2022 Dish retiró los canales Fox Sports de la grilla de programación debido a que no llegó a un acuerdo con Grupo Lauman para seguir emitiendo sus señales y agregaron los canales de TVC Deportes, NBA TV, TyC Sports y NFL Network en su lugar.